# 旧齋藤家別邸
旧齋藤家別邸（きゅうさいとうけべってい）は、新潟県新潟市中央区にある文化施設。庭園は旧齋藤氏別邸庭園（きゅうさいとうしべっていていえん）として、国の名勝。

## 概要
齋藤家の四代齋藤喜十郎（庫吉1864 - 1941）が、大正7年（1918年）に別荘として建設したもの。
砂丘地形を利用した回遊式の庭園と近代和風建築の秀作といわれ、平成17年（2005年）に保存を願う運動が市民による署名・募金運動、市議会への請願などにより、平成21年（2009年）に新潟市が公有化した。

## 文化財指定等
平成25年（2013年）3月に、「庭園が大正時代における港町・商都新潟の造園文化の発展に寄与した庭園である」ことから、旧齋藤氏別邸庭園の名称で国の登録記念物に登録された。
2年後の平成27年（2015年）3月には「大正期における港町・商都新潟の風土色豊かな庭園の事例として優秀な風致を伝えることから、芸術上の価値及び近代日本庭園史における学術上の価値は高い」として、国の名勝に指定された。名勝に指定されたため、文化財保護法の規定により登録記念物の登録は抹消された。

## 立地
新潟島の中心市街地「古町」から見て北西側の砂丘地帯、西大畑町に位置しており、周辺には新潟市美術館、砂丘館、安吾 風の館、北方文化博物館新潟分館といった観光施設が多く点在する。

### 交通
- 新潟市観光循環バス 「北方文化博物館新潟分館前」バス停より徒歩約1分
- 新潟交通 C2 「西大畑」バス停より徒歩約6分